# Rue Chevreul (Lyon)
Le rue Chevreul est une voie située sur la rive gauche du Rhône à Lyon, dans le 7e arrondissement de Lyon.

## Situation
Orientée ouest-est, elle débute quai Claude-Bernard et se termine route de Vienne.

## Origine du nom
La voie est nommée en hommage à Michel-Eugène Chevreul (1786-1889), chimiste français. Ce nom est attribué le 17 août 1886, par délibération municipale.

## Histoire
La rivière Rize, actuellement souterraine, traverse une partie de la rue Chevreul.
En 2025, la rue est en partie réaménagée avec la végétalisation d'une section et la suppression de places de stationnement.
Une grande brocante a lieu dans la rue chaque année, le premier week-end d'octobre.

## Points d'intérêt
- Université Lumière Lyon-II : campus Berges du Rhône, bibliothèque universitaire Chevreul
- Université Jean-Moulin-Lyon-III : une partie du campus des Quais (bâtiment Athéna Dugas au no 7, Centre de la recherche Eugène Chevreul au no 18)[5].
- Centre hospitalier Saint-Joseph Saint-Luc : entrée du parking
- Au croisement avec la rue Bancel, dans un bosquet : Aja la girafe, sculpture haute de plus de 7 mètres, réalisée par l'artiste Romain Lardanchet en 2020[6]
- Crèche Chevreul, au no 78[7]
- Groupe scolaire Marc Bloch, au no 93